# NGC 6537
NGC 6537 (również Czerwony Pająk) – mgławica planetarna znajdująca się w konstelacji Strzelca. Została odkryta 15 lipca 1882 roku przez Edwarda Pickeringa. Mgławica ta jest odległa o około 4000 lat świetlnych od Ziemi.
Mgławica ta została wyrzeźbiona przez wiatr gwiazdowy wiejący z najgorętszego zaobserwowanego do tej pory białego karła. Wiatr ten, wiejąc z prędkością 1000 km/s, generuje fale gazu o wysokości 100 miliardów kilometrów. Temperatura gwiazdy centralnej osiąga 500 000 °C, zaś temperatura fali gazu wynosi około 10 000 °C.